# Staro Slano
Staro Slano (cyr. Старо Слано) – wieś w Bośni i Hercegowinie, w Republice Serbskiej, w mieście Trebinje. W 2013 roku liczyła 22 mieszkańców.